# Hekkens
Hekkens is een buurtschap in de gemeente Gennep, behorend bij het dorp Ven-Zelderheide, in de Nederlandse provincie Limburg. Het ligt langs de Provinciale weg 291 net voorbij Ven-Zelderheide richting de grens met Duitsland bij Grunewald en net voorbij de buurtschap Dam.
Stad: Gennep      Dorpen: Heijen · Milsbeek · Ottersum · Ven-Zelderheide

Buurtschappen en gehuchten: Aaldonk · Dam · De Looi · Diekendaal · Hekkens · Smele · Zelder

Limburg: Steden en dorpen      Nederland: Provincies · Gemeenten